# Cansanção
Cansanção es un municipio brasilero del estado de Bahía. Su población es de 32.923 habitantes. Limita con los siguientes municipios: Monte Santo, Nordestina, Quijingue, Queimadas, Itiúba, Araci, y Santa Luz.

## Hidrografía
En el municipio de Cansanção, se encuentran los ríos Monteiro, Itapicuru, Cariacá y Jacuricí.

## Poblados y Localidades
Cansanção tiene muchos poblados y localidades, abajo se encuentran algunos de ellos:
- Deixaí
- Sitio de las Flores
- Anjico
- Tanque de la Gameleira
- Laguna de dos mães
- Olho D' Agua
- Nuevo Acuerdo
- Sierra del Medio
- Caldeirão de los Vaqueros
- Aroeira